# Raza clasică a electronului
Raza clasică a electronului e o proprietate geometrică a electronului calculată pe baza unor considerații relativiste.
{\displaystyle r_{\mathrm {e} }={\frac {1}{4\pi \epsilon _{0}}}{\frac {e^{2}}{m_{e}c^{2}}}=2.8179402894(58)\times 10^{-15}\mathrm {m} }
unde e este sarcina electronului,  me masa lui, iar {\displaystyle \epsilon _{0}} este permtivitatea vidului.